# Diamond Peak Wilderness
Il Diamond Peak Wilderness è un'area selvaggia a cavallo della Catena delle Cascate e comprende il vulcano Diamond Peak. Si trova all'interno di due foreste nazionali: la Willamette National Forest a ovest e la Deschutes National Forest a est.

## Area
Il 5 febbraio 1957, il Servizio forestale stabilì l'area del Diamond Peak Wild Area di 14 826 ettari. Dopo il passaggio del Wilderness Act nel 1964 è stata riclassificata come deserto. Con il passaggio dell'Oregon Wilderness Act del 1984, Diamond Peak Wilderness è aumentato di dimensioni fino ai suoi attuali 21 180 ettari.

## Geografia

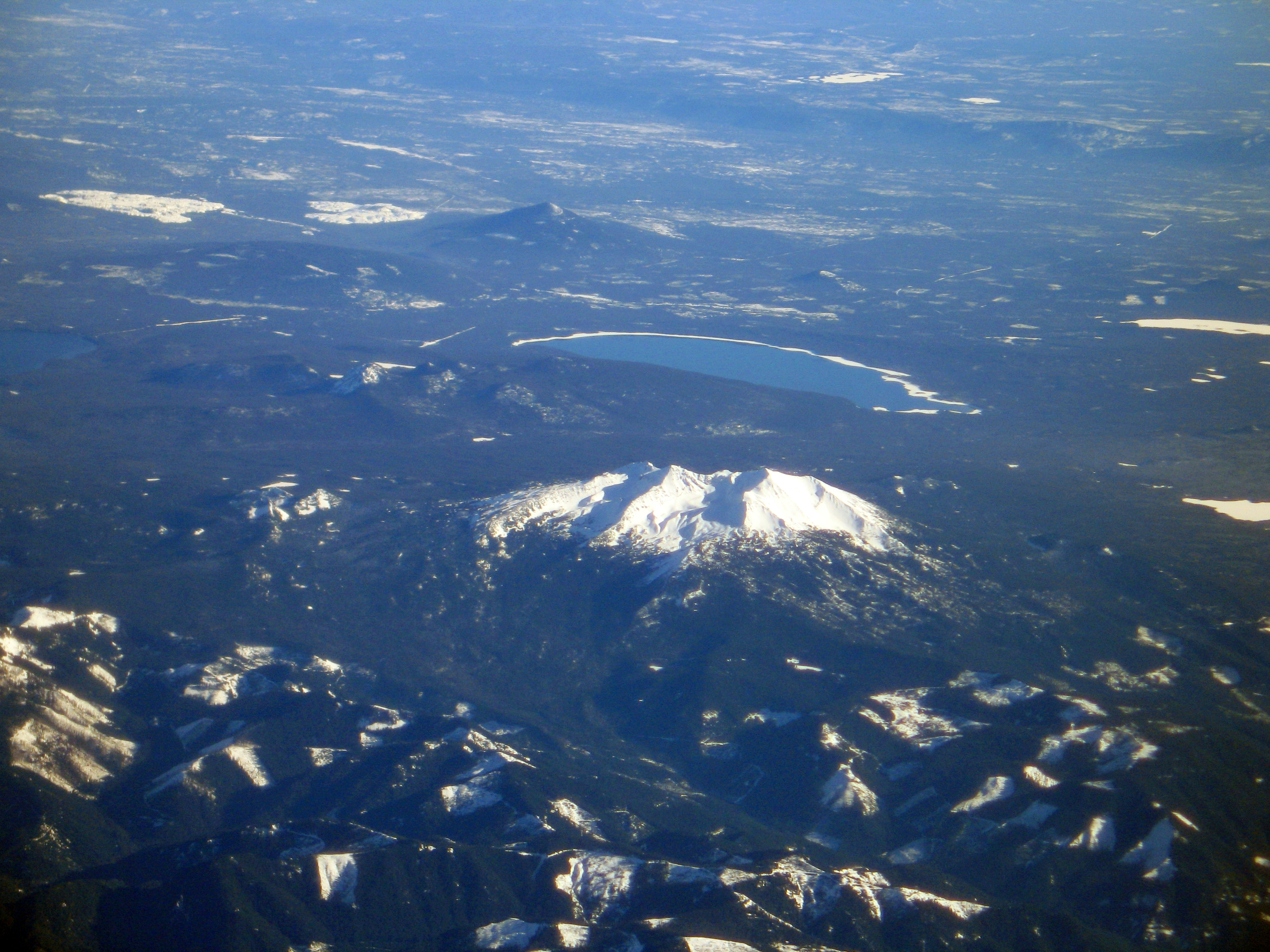
Diamond Peak da ovest

Con 8 744 piedi (2 665 m), Diamond Peak è la vetta più prominente, seguita da il Monte Yoran, con 7 138 piedi (2 176 m) e da Lakeview Mountain, con 7 057 piedi (2 151 m).  Diamond Peak è un vulcano a scudo formato come l'intera Catena delle Cascate in attività e sollevamento. I ghiacciai scolpirono la grande vetta vulcanica, e quando si ritirarono, la maggior parte della montagna rimase con nevai vicino alla vetta e dozzine di piccoli laghi che circondavano la vetta. Questi laghi variano da 1 a 11 ettari di dimensioni. Questa regione selvaggia è attraversata da circa 23 km del Pacific Crest Trail. Un altro percorso di 61 km si estende per tutta la lunghezza del lato ovest del picco.

## Vegetazione
Quasi l'intero Diamond Peak Wilderness è coperto da un mix di Tsuga, Pinus contorta, Pinus monticola, Abies amabilis, e altri specie di abeti. Fiori alpini, incluse specie di Mimulus, Trillium, Lupinus, Penstemon, Calluna  e Castilleja, sono comuni lungo i sentieri, sulle sponde dei laghi, nei corsi d'acqua e nei prati. Hucleberry e manzanita nana sono comuni nel denso sottobosco.

## Fauna

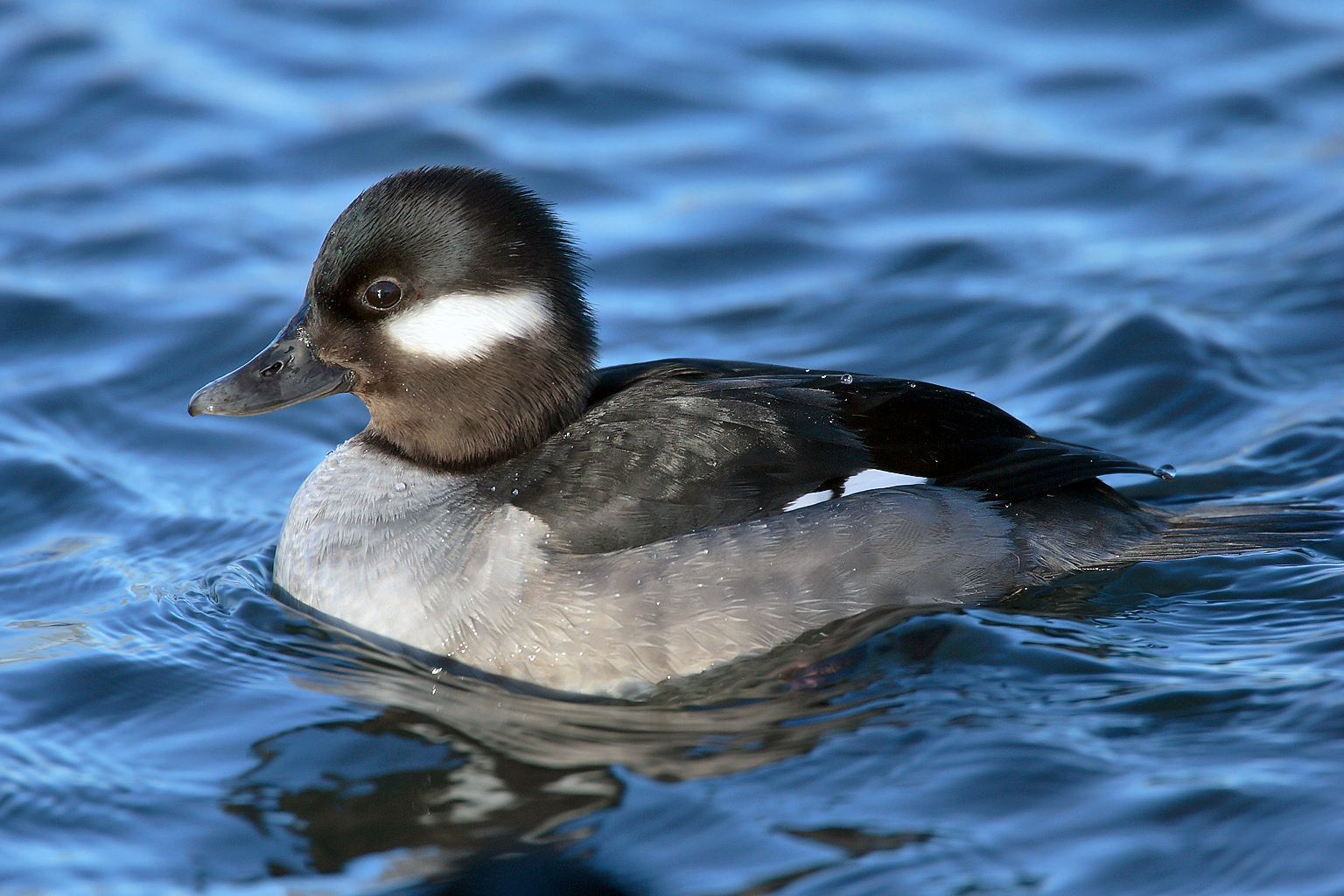
Bufflehead (Bucephala albeola)

Il Diamond Peak Wilderness fa da casa al cervo dalla coda nera, al cervo mulo, e al wapiti. In inverno, il cervo mulo migra verso est, fuori dal parco verso il deserto, mentre il cervo dalla coda nera e il wapiti scendono il pendio ovest. l'Orso bruno e piccoli mammiferi, incluse marmotte, lepri scarpa da neve, sciuridi, martore, volpi, e Ochtone abitano quest'area durante tutto l'anno.  Il corvo, la nocciolaia di Clark, la ghiandaia dell'Oregon e il merlo d'acqua frequentano la foresta e i fiumi tutto l'anno. La Bufflehead e la quattrocchi occasionalmente fanno il nido vicino ai laghi.

## Divertimento
Attività ricreative nel Diamond Peak Wilderness includono escursioni, equitazione, campeggio, caccia, pesca e alpinismo. Circa 125 miglia (200 km) di sentieri attraversano il deserto, tra cui 14 miglia (23 km) il Pacific Crest Trail lungo il versante est del Diamond Peak.  Marie Lake, Divide Lake, e Rockpile Lake sono campi base per la risalita alpinistica del Diamond Peak. Possono essere scalati anche il Monte Yoran e la Lakeview Mountain. In inverno sono popolari le gite in racchette da neve e sci di fondo.